# روبرت بير
روبرت بير (بالإنجليزية: Robert Baer)‏ (1 يوليو 1952، لوس أنجلوس في الولايات المتحدة)؛ كاتب، كاتب سيناريو وروائي أمريكي.

## روابط خارجية
- روبرت بير على موقع IMDb (الإنجليزية)
- روبرت بير على موقع إن إن دي بي (الإنجليزية)
- روبرت بير على موقع قاعدة بيانات الفيلم (الإنجليزية)